# Nauru Olympic Committee
Das Nauruische Nationale Olympische Komitee (Nauru National Olympic Committee, NNOC) ist das Nationale Olympische Komitee von Nauru. Es repräsentiert und organisiert die olympische Bewegung auf der Insel. Das NNOC wurde 1991 gegründet und 1994 vom Internationalen Olympischen Komitee aufgenommen. Präsident des Komitees war zunächst Vinson Detenamo, bis 2009 Marcus Stephen seine Nachfolge antrat.
Nauru nimmt seit 1992 regelmäßig an Olympischen Spielen teil. Bislang entsandte das NNOC acht Sportler zu den Olympischen Spielen:
- Marcus Stephen (1992–2000), erster Olympionike Naurus
- Quincy Detenamo (1996)
- Gerard Garabwan (1996)
- Sheeva Peo (2000), erste Olympionikin Naurus
- Reanna Solomon (2004)
- Itte Detenamo (2004, 2008, 2012)
- Yukio Peter (2004)
- Sled Dowabobo (2012)[2]